# 捆绑销售
綁售（英語：Bundling），或稱捆售、同捆，指兩種以上商品合併在一款產品販售。這可能出於某些理由：有相當經濟規模、有範疇經濟效益、低边际成本、高鋪貨成本、高消費者取得成本等。
常見的綁售產品如Windows作業系統的Internet Explorer、Windows Media Player、電腦綁售套裝軟體、筆記型電腦預裝軟體、硬體綁售特定或專用操作軟體（如數位相機）、遊戲主機綁售軟體、多款遊戲合併在一起販售（或為電子遊戲合輯）、行動通訊業者門號契約綁售手機、書籍雜誌綁售附錄小物或高價非賣品（例如OAD、抱枕套）。